# Salvatore Iacolino
Salvatore Iacolino (Favara, 18 novembre 1963) è un politico italiano.

## Biografia
Nel 1981 consegue la maturità presso il liceo classico di Agrigento. Si laurea in Giurisprudenza presso l'Università degli Studi di Palermo e dal 1992 diviene funzionario e dirigente della Pubblica Amministrazione in ambito sanitario nella provincia di Agrigento. Diviene direttore amministrativo dell'ASL n. 1 di Agrigento (2001-2005) Nel 2005 è nominato, dalla giunta regionale presieduta da Salvatore Cuffaro, direttore generale dell'ASL n 6 di Palermo, carica mantenuta fino al 2009.
Viene nominato assessore comunale di Agrigento dal 1997 al 2001 dal sindaco Calogero Sodano, in quota Forza Italia. Il 6 e 7 giugno 2009 si candida al Parlamento europeo, venendo eletto tra le file del Popolo della Libertà. Si insedia ufficialmente il 14 luglio dello stesso anno. Diviene vicepresidente della Commissione per le libertà civili, la giustizia e gli affari interni del Parlamento europeo fino al 2014.
Alle elezioni regionali siciliane del 2012 è candidato all'Assemblea Regionale Siciliana nella lista del PDL nel collegio di Agrigento, ma non risulta eletto nonostante le 4.972 preferenze. Candidato nel febbraio 2013 al Senato con Grande Sud in Sicilia (al secondo posto, dietro Gianfranco Miccichè), non viene eletto. Aderisce quindi a Forza Italia.
Ricandidato alle elezioni europee del maggio 2014 nella lista di Forza Italia, non viene rieletto e torna a ricoprire la carica di dirigente amministrativo all'Azienda sanitaria provinciale di Agrigento.
Il 5 ottobre 2017 annuncia l'adesione all'Unione di Centro e si ricandica alle elezioni regionali siciliane del 5 novembre 2017 per l'ARS con tale partito in provincia di Agrigento, ma non viene eletto.
Il 9 dicembre 2019 viene nominato Direttore Amministrativo dell’Asp di Siracusa. 
Da luglio 2022 fino a dicembre 2022 è stato Direttore Amministrativo presso l’Asp di Caltanissetta.
Il 7 Dicembre 2022 è stato nominato Commissario Straordinario presso l’Azienda Osp. Universitaria Policlinico “P. Giaccone” di Palermo.
Il 3 maggio 2023 viene nominato dal Governo Schifani, Direttore Generale del Dipartimento della Panificazione Strategica presso l’Assessorato alla Salute.